# Ceiba glaziovii
Ceiba glaziovii är en malvaväxtart som först beskrevs av Carl Ernst Otto Kuntze, och fick sitt nu gällande namn av Karl Moritz Schumann. Ceiba glaziovii ingår i släktet Ceiba och familjen malvaväxter. Inga underarter finns listade i Catalogue of Life.

## Bildgalleri

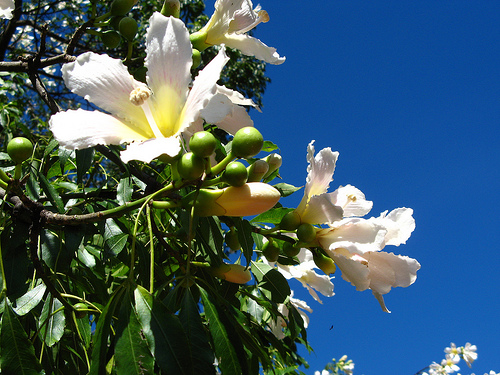
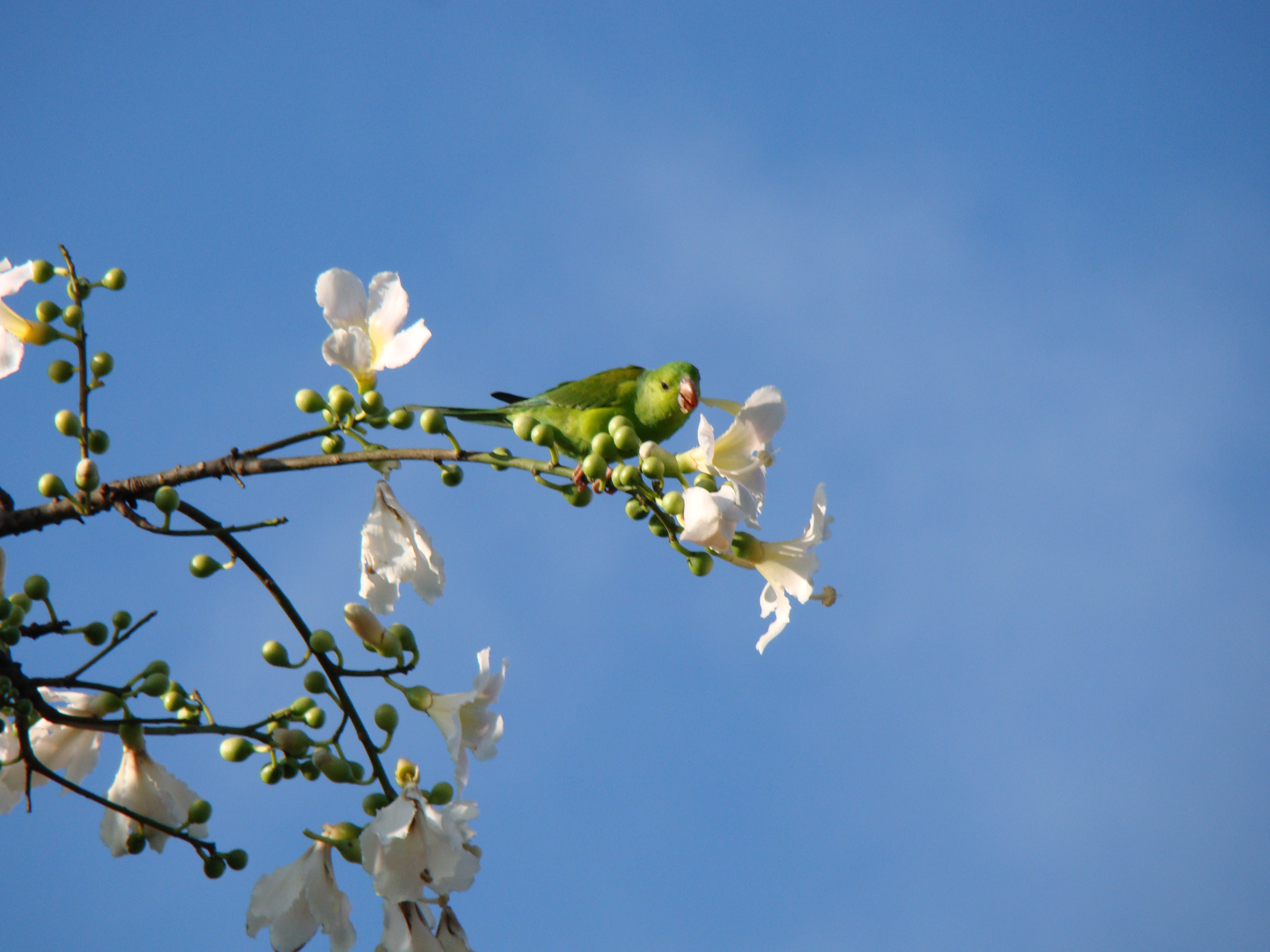
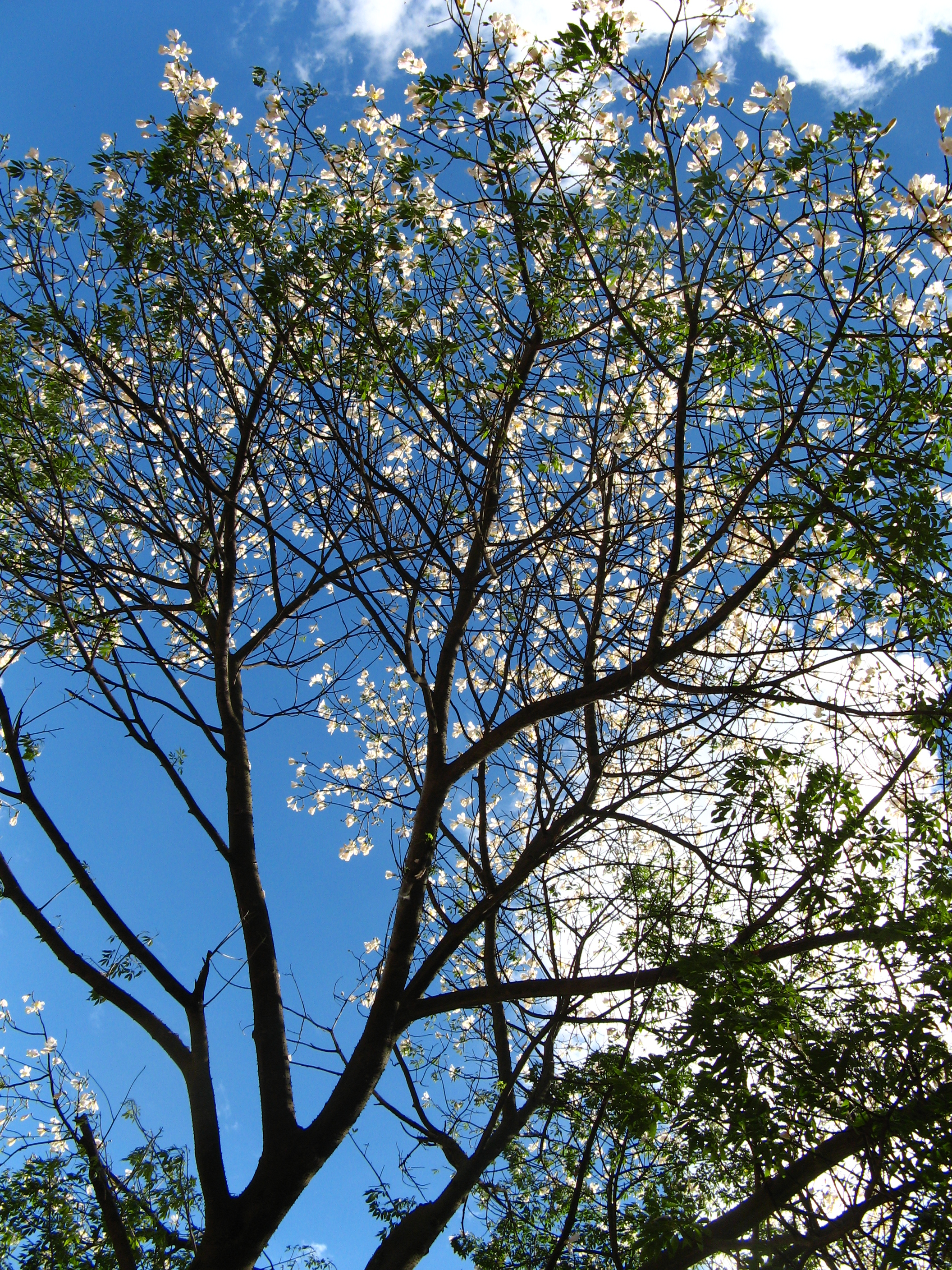
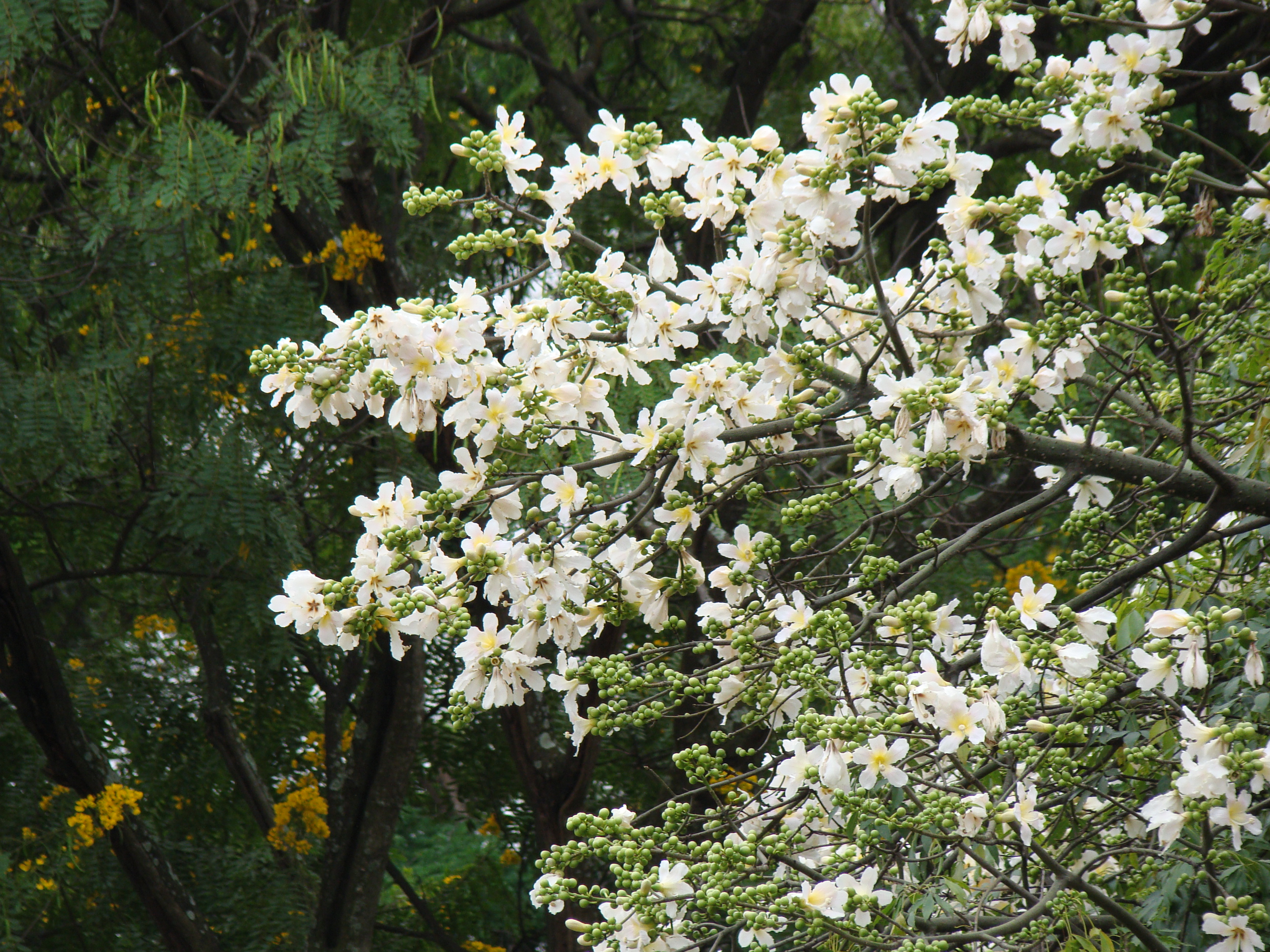
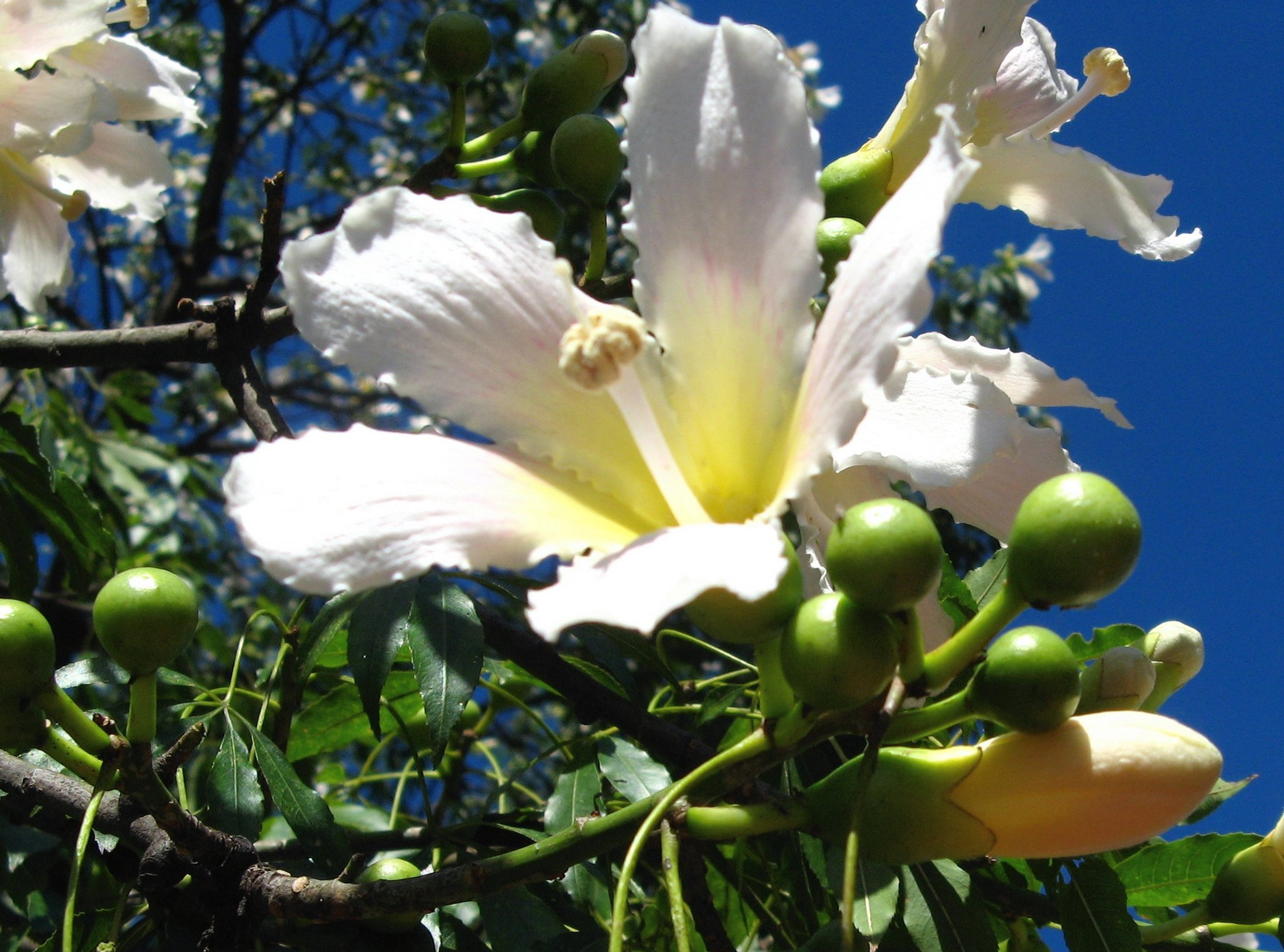
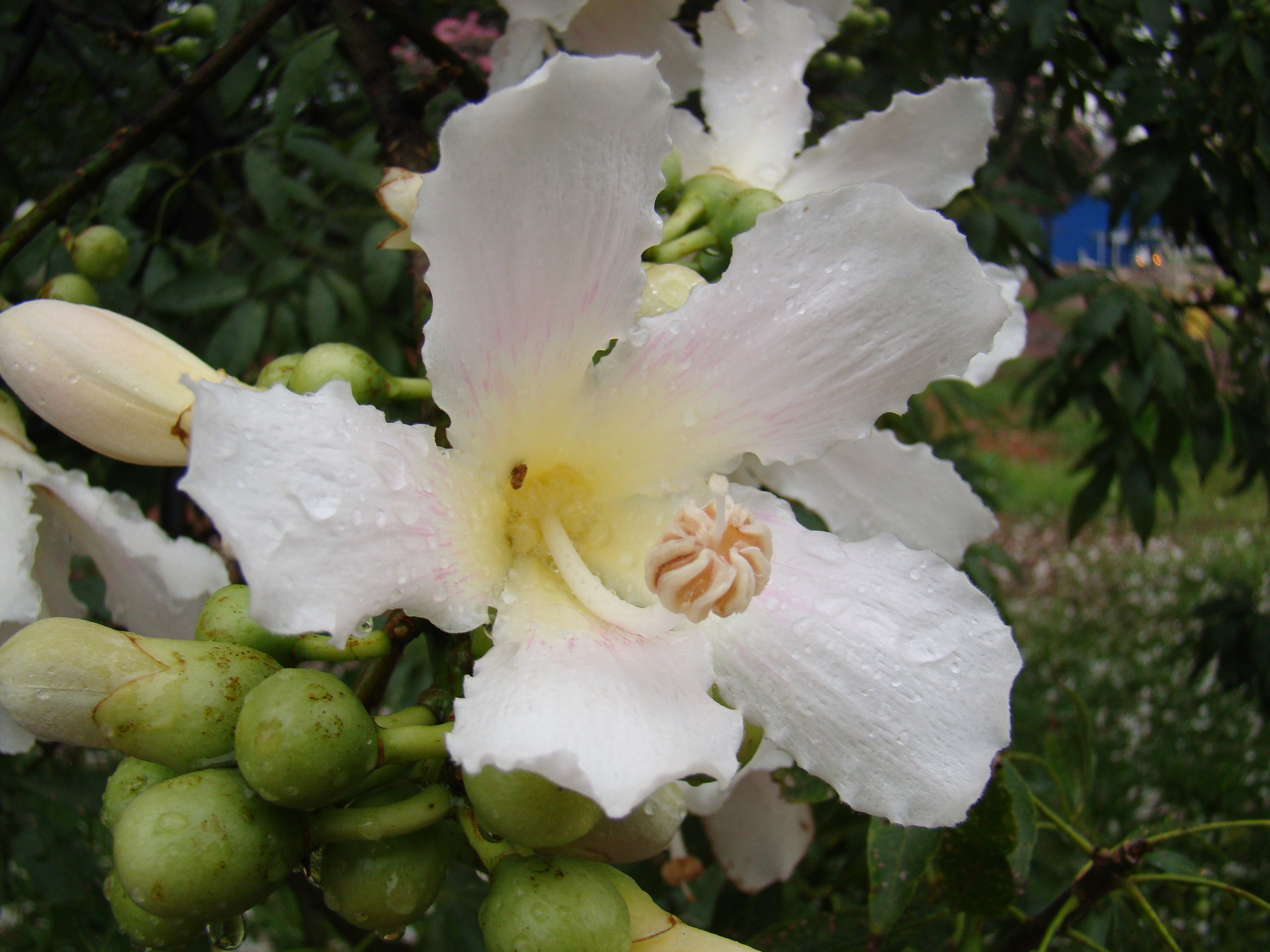